# Водолазово (деревня, Курганская область)

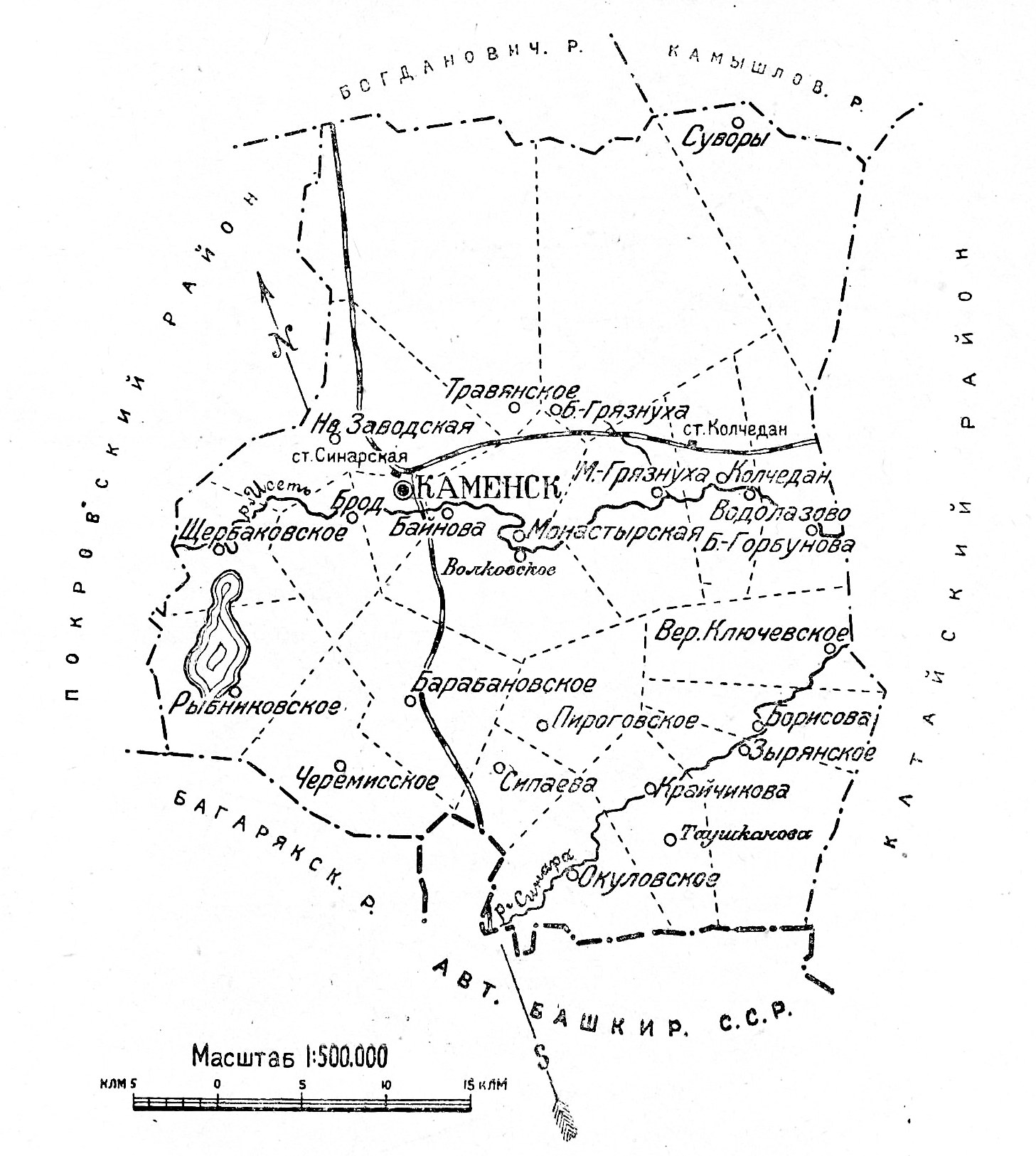
Водолазово на схеме Каменского района;
1928 год

Водола́зово — деревня в Катайском районе Курганской области. Входит в состав Никитинского сельсовета.

## География
Водолазово расположено на левом берегу реки Исети, примерно в 10 километрах к северо-западу от села Никитинского, в 21 километре (в 23 километрах по автодороге) к северо-западу от районного центра города Катайска, в 217 километрах (в 241 километре по автодороге) к северо-западу от областного центра — города Кургана.

### Часовой пояс
Водолазово, как и вся Курганская область, находится в часовой зоне МСК+2. Смещение применяемого времени относительно UTC составляет +5:00.

## История
В 1902 году упоминается выселок Водолазова при деревне Чуге. Деревня Чуга имела несколько названий: Чугинская, Водолазова, Одина.
В 1909 году в селе Водолазовском была церковь святого Иоанна Златоуста, уничтоженная в советское время.
До революции село Водолазовское относилась к Колчеданской волости Камышловского уезда Пермской губернии.
В июле 1918 года была установлена белогвардейская власть. В июле 1919 года установлена советская власть.
В 1919 или 1920 году образован Водолазовский сельсовет. В 1923 году сельсовет вошёл в Каменский район Шадринского округа Уральской области. С 18 января 1935 года сельсовет входил в Катайский район. 14 июня 1954 года упразднён, вошел в Мало-Горбуновский сельсовет.
Решением Курганского облисполкома № 232 от 16 июня 1962 года деревня Водолазово перечислена из упраздняемого Мало-Горбуновского сельсовета в состав Никитинского сельсовета.
В годы Советской власти жители работали в колхозе имени Кирова. В 1961 году колхоз вошёл в состав молочного совхоза «Красные Орлы».

## Население
| 1904 | 1920 | 1926 | 1989 | 2002 | 2010 |
| ---- | ---- | ---- | ---- | ---- | ---- |
| 520  | ↗593 | ↗599 | ↘30  | ↗34  | ↘33  |

Национальный состав
- По данным переписи 1926 года, в селе был 131 двор с населением 599 человек, все русские.[3]
- По данным переписи населения 2002 года, в деревне проживало 34 человека, а доля русских сократилась до 91 %.